# ジョーイ (イタリア)
ジョーイ（伊: Gioi）は、イタリア共和国カンパニア州サレルノ県にある、人口約1,200人の基礎自治体（コムーネ）。

## 地理

### 位置・広がり

#### 隣接コムーネ
隣接するコムーネは以下の通り。
- カンポラ
- モーイオ・デッラ・チヴィテッラ
- オッリア
- サレント
- スティーオ
- ヴァッロ・デッラ・ルカーニア